# Les Déviateurs
Les Déviateurs (titre original : The Outbreeders) est une nouvelle de science-fiction de Robert Silverberg. La nouvelle fait penser au thème de Roméo et Juliette mais, à l'inverse de la pièce de Shakespeare, se termine bien. 

## Publications
Entre 1959 et 2012, la nouvelle a été éditée à une quinzaine de reprises dans des recueils de nouvelles de Robert Silverberg ou des anthologies de science-fiction.

### Publications aux États-Unis
La nouvelle est parue en septembre 1959 sous le titre The Outbreeders dans le magazine Fantastic Universe Science Fiction. Silverberg ne l'a pas publiée sous sa véritable identité, mais sous le pseudonyme de Calvin M. Knox.
Elle a ensuite été régulièrement rééditée dans divers recueils de Robert Silverberg et diverses anthologies.

### Publications en France
La nouvelle est publiée en France en 2002 dans le recueil Le Chemin de la nuit, avec une traduction de Corinne Fisher, avec une nouvelle édition en livre de poche chez J'ai lu en 2004.
Elle est donc l'une des 124 « meilleures nouvelles » de Silverberg sélectionnées pour l'ensemble de recueils Nouvelles au fil du temps, dont Le Chemin de la nuit est le premier tome.

## Résumé
Sur une planète qui a vu s'échouer sur son sol, quatre siècles auparavant, un vaisseau spatial composé de deux familles, les descendants de ces deux familles se vouent une haine féroce pour des motifs que tout le monde a oubliés. 
Un jour, Ryly Baille (de la Tribu des Baille) rencontre Joanne Clingert (de la Tribu des Clingert), et en tombe immédiatement amoureux. Il confie son tourment à l'un de ses frères, Davud. Ce dernier suit Ryly lorsqu'il se rend à un rendez-vous avec Joanne… et tombe amoureux de la cousine de Joanne, Melena. 
Les deux couples décident de quitter leurs tribus respectives, et d'en fonder une autre, hors des haines stériles et ancestrales.